# 정합주의
정합주의(coherentism)는 인식론적 정당화에 관한 이론이다. 정합주의에 따르면, 믿음이나 믿음의 집합은 그 믿음이 믿음의 집합과 일치할 때에 정당화되며 믿음의 집합은 일관적인 체계를 형성한다. 인식론 이론으로서 정합주의는 독단적 토대주의와 무한주의를 반대한다. 정합주의는 또한 대응 이론(correspondence theory)을 괴롭히는 후퇴 논증에 대한 해결책을 제시하고자 한다. 정합주의의 가설은 이론적 검증의 틀을 결여한 토대주의나 보편주의를 결여한 대응 이론 등 그것과 대척점을 이루는 이론에 대한 거부에서 형성되었다.
기초주의자가 지식의 구조를 건물에 비유한다면, 정합주의자는 일반적으로 자신의 견해를 건물의 비유에서 다른 비유로 교체함으로써 규정한다. 예를 들어, 정합주의자는 우리의 지식을 필요한 부분을 수리함으로써 무사한 항해가 보장되는 바다에 떠 있는 배에 비유한다.

## 정합주의자
- 스토아 학파에 속한 철학자 대부분
- 플로티노스 (205년? ~ 270년?)
- 장재 (1020년 ~ 1077년)
- 정이 (1033년 ~ 1107년)
- 호안국 (1074년 ~ 1138년)
- 호굉 (1105년 ~ 1161년)
- 주희 (1130년 ~ 1200년)
- 이이 (1537년 ~ 1584년)
- 바뤼흐 스피노자 (1632년 ~ 1677년)
- 가브리엘 바그너 (1660년 ~ 1717년)
- 이간 (1677년 ~ 1727년)
- 이재 (1680년 ~ 1746년)
- 게오르크 빌헬름 프리드리히 헤겔 (1770년 ~ 1831년)
- 프리드리히 빌헬름 요제프 셸링 (1775년 ~ 1854년)
- 루트비히 포이어바흐 (1804년 ~ 1872년)
- 카를 마르크스 (1818년 ~ 1883년)
- 알버트 아인슈타인 (1879년 ~ 1955년)
- 루카치 죄르지 (1885년 ~ 1972년)
- 레프 비고츠키 (1896년 ~ 1934년)
- 알랭 바디우 (1937년 ~ )
- 비토리오 회슬레 (1960년 ~ )